# عبد الله بن ميسرة
عبدالله بن ميسرة الفهمي ويُذكر في كتاب الصلح ثابت الفهمي، قائد من قادة فتح الأندلس من أصحاب موسى بن نصير، وكان أحدَ أطراف معاهدة أريولة.